# Lillestrøm
Lillestrømⓘ es un área no incorporada situada en el municipio de Skedsmo, provincia de Akershus, Noruega. La administración municipal se encuentra en Lillestrøm.
Las instalaciones encontradas en Lillestrøm incluyen hoteles, mercados de nivel nacional, un cine de reciente construcción, un centro comercial, restaurantes, un tren de cercanías de alta velocidad hacia Oslo y su aeropuerto, Gardermoen, una casa cultural comunitaria (kulturhus), y un complejo al aire libre de piscinas. En Kjeller, a las afueras de la ciudad, hay un aeropuerto militar fundado en 1912 y varios centros de investigación.

## Historia
El significado del topónimo es «la pequeña (parte de) Strøm»; Strøm es el nombre de una granja grande y antigua, que en noruego antiguo se llamaba ratatopo. El nombre es idéntico a la palabra straumr' que significa «arroyo».
La historia de Lillestrøm data de los tiempos en los que el río movía los molinos que se utilizaban para la fabricación de materiales de construcción. Más tarde, Lillestrøm consiguió su propio molino movido a vapor, que sentó las bases para el desarrollo del área en la que se levantó la ciudad. Esta zona era, en su mayoría, un terreno pantanoso cubierto de musgo, considerado en aquella época como inhabitables. De todas formas, el valor de las propiedades era casi nulo, por lo que se juzgó que sería un buen trato ofrecerlas a los trabajadores como sueldo, y de esta manera los trabajadores comenzaron a asentarse en los alrededores del molino; de esta manera nació Lillestrøm.[cita requerida]
El 1 de enero de 1908, Lillestrøm se convirtió en un municipio independiente, separándose de Skedsmo. En ese momento, el municipio de Lillestrøm contaba con un censo de 4351 habitantes. El 1 de enero de 1962 se volvieron a reunir ambos municipios bajo el nombre de Skedsmo. Por entonces, Lillestrøm ya contaba con 10 840 personas en su territorio.
Hacia 1997, Lillestrøm es una ciudad de pleno derecho. Desde entonces, Lillestrøm acoge una feria de 4 días de duración, completamente gratuita. Incluye exhibiciones musicales por importantes artistas noruegos en varios escenarios al aire libre, comida, muestras comerciales y atracciones de feria. Todo esto se lleva a cabo en la calle principal de Lillestrøm y sus calles aledañas, que se reservan para la ocasión exclusivamente para la circulación de peatones.
En 2002, la Feria de Comercio de Noruega se trasladó de Skøyen a Lillestrøm.

## Transporte
La estación de Lillestrøm fue construida allá por 1854, en los terrenos de la granja de Lille Strøm, de la que tomó el nombre, en el municipio de Rælingen, como parte del primer ferrocarril noruego entre Oslo y Eidsvoll. En 1862, con la inauguración del Kongsvingerbanen, la estación fue trasladada al otro lado del río hacia Skedsmo - pero el nombre siguió siendo el mismo.
Kjeller tiene un aeropuerto en las proximidades.

## Educación
Existen dos escuelas elementales en Lillestrøm, llamadas Volla Barneskole y Vigernes Barneskole.[cita requerida] También hay dos escuelas de enseñanza secundaria. Una de ellas es la escuela superior de Lillestrøm, que ofrece el programa International Baccalaureate. La otra sería la escuela superior de Skedsmo, localizada a unos 10 minutos a pie desde la estación de ferrocarril.

## Deporte
El equipo de fútbol local, llamado Lillestrøm SK, juega en la Eliteserien, la máxima categoría. Su campo de juego es el Åråsen stadion.
El cercano Lillestrøm Stadion se usa para los entrenamientos, y fue una pista de hockey sobre hielo en los Juegos Olímpicos de Oslo 1952. También hay dos pabellones bajo techo, uno diseñado para tener muchos usos posibles, el Skedsmohallen; y otro para fútbol, el LSK-Hallen; y en 2007 se construyó un estadio olímpico llamado Romerike friidrettsstadion en cooperación con las municipalidades de Skedsmo, Rælingen y Lørenskog.
El club deportivo local se llama Minerva. Atletas conocidos como Hanne Haugland y Håkon Särnblom alguna vez han representado al club.
También se ha formado recientemente un equipo de rugby, llamado Lillestrøm Lions RLK.